# Testo puro
Un testo puro (anche detto: testo semplice, solo testo, testo normale), in informatica, ìndica quei dati (byte) che rappresentano un testo costituito solamente da lettere, numeri, segni di punteggiatura, spazî, altri simboli stampabili, e anche alcuni caratteri di controllo come tabulatore, inizio riga e ritorno a capo. Il testo puro non rappresenta immagini, o qualunque altra tipologia di contenuto multimediale, e in particolare non rappresenta l'aspetto grafico del tipo di carattere.
Il testo puro è una tipologia di contenuto, mentre un file di testo puro è la tipologia di contenitore che contiene testo puro.

## Caratteri insoliti
Quando un testo puro presenta caratteri diversi da lettere e numeri, utilizzati in un modo che un essere umano giudicherebbe insolito, è molto probabile che si tratti di un testo formattato scritto in un qualche linguaggio di markup. Per esempio nel linguaggio di markup con cui è scritta questa pagina il testo preceduto e seguito da tre singoli apici ''' ha il significato di testo in grassetto.
Quando si visualizzano dei dati, presupponendo che essi rappresentino testo puro, ma in realtà si visualizzano simboli senza senso, allora è molto probabile che si tratti di dati binari che in prima battuta non rappresentano del testo puro. Potrebbe trattarsi di: immagini, contenuto multimediale di varia natura, testo cifrato, testo compresso, e simili.

## Leggere e/o modificare
Affinché un essere umano possa leggere e/o modificare un testo puro è necessario che un software, tramite un font, lo visualizzi su un video. Tali software sono di varia natura:
- tramite un editor di testo possiamo leggere e modificare un file di testo puro;
- da riga di comando possiamo visualizzare il contenuto di un file di testo puro lanciando il comando cat, oppure il comando type.[4]